# 顺河镇 (宿州市)
顺河镇，原为顺河乡，是中华人民共和国安徽省宿州市埇桥区下辖的一个乡镇级行政单位。2021年3月撤乡设镇。

## 行政区划
顺河镇下辖以下地区：
顺河村、王垅村、万桥村、祝窑村、魏庄村、王井涯村、周寨村、岳桥村、鹤山村和马场村。